# Maeda Ku-6
Maeda Ku-6 — проєкт планера - літаючого танка Імперської армії Японії періоду Другої світової війни.

## Історія створення
Для боротьби з можливими морськими десантами армія потребувала можливості швидко перекидати танки на далекі відстані на головних островах Японського архіпелагу. Тоді й виникла ідея обладнати танк крилами, хвостовим оперенням та шасі. Після приземлення це все швидко могло скидатись, і танк зразу міг брати участь у бойових діях.
У 1939 році Експериментальний відділ Імперської армії Японії розпочав «Спеціальний танковий проєкт Номер 3». В  Авіаційному інституті Токійського університету був розроблений відповідний проєкт для фірми Maeda. Більшість обладнання та спеціальний танк Ku-Ro виготовила фірма Mitsubishi. До танка прикріплялись крила розмахом 22 м, та хвостове оперення. Маса конструкції становила 700 кг, маса танка - 2800 кг.
Про проєкт залишилось мало інформації. Зокрема, невідомо, який літак мав транспортувати планер і чи були здійснені реальні льотні випробування. Відомо, що прототип був готовий у січні 1945 року.
Але беручи до уваги незначну масу танка, його бойова ефективність мала бути низькою.

## Тактико-технічні характеристики

### Технічні характеристики
- Екіпаж: 2 особи
- Розмах крила: 21,94 м
- Площа крила: 60,30 м
- Маса порожнього: 698 кг
- Маса спорядженого: 3 493 кг